# Ракетный удар по торговому центру Retroville в Киеве
Ракетный удар по торговому центру Retroville в Киеве был совершён российской авиацией 20 марта 2022 года около 22:45. Часть торгового центра вместе с его 12-этажным бизнес-центром были разрушены. По меньшей мере восемь человек погибли. По утверждению российского правительства, торговый центр использовался Украиной в качестве прикрытия для хранения и перезарядки боеприпасов.

## Предыстория
Российские войска напали на Украину 24 февраля 2022 года, в том числе наступая на Киевскую область со стороны Белоруссии. На следующий день начался бой в самом городе, по результатам которого россияне отступили.
Торговый центр Retroville был достроен в мае 2020 года, имел площадь 86 000 квадратных метров и вмещал более 250 магазинов. Им управляет литовская инвестиционная компания BT Invest.

## Бомбардировка
Вечером 20 марта 2022 года Вооружённые силы России ударили по Retroville ракетой.
В 22:48 в экстренные службы Украины поступило сообщение о возгорании в торговом центре.
Торговый центр был в значительной степени разрушен, как и близлежащие автомобили, фитнес-клуб «Sport Life» и бизнес-центр. Мэр Киева Виталий Кличко заявил, что близлежащие дома сильно повреждены, по меньшей мере восемь человек погибли.
Штаб-квартира компании сети супермаркетов Novus, расположенная в бизнес-центре, была «почти полностью разрушена».

## Заявленные причины атаки
Минобороны России заявило, что нанесло удар, потому что, как утверждает ведомство, торговый центр якобы использовался Вооружёнными силами Украины в качестве прикрытия для хранения и перезарядки боеприпасов, в том числе реактивных систем залпового огня БМ-21 «Град», и министерство описало, как украинская реактивная система залпового огня (РСЗО) стреляла и возвращалась к торговому центру, после чего была уничтожена российской ракетой.
На следующий день после удара украинские власти задержали мужчину, в конце февраля, по их словам, поделившегося в TikTok кадрами, на которых видна припаркованная возле торгового центра украинская военная техника, а также предупредили украинцев не публиковать информацию о передвижениях украинских военных.